# IROC XII

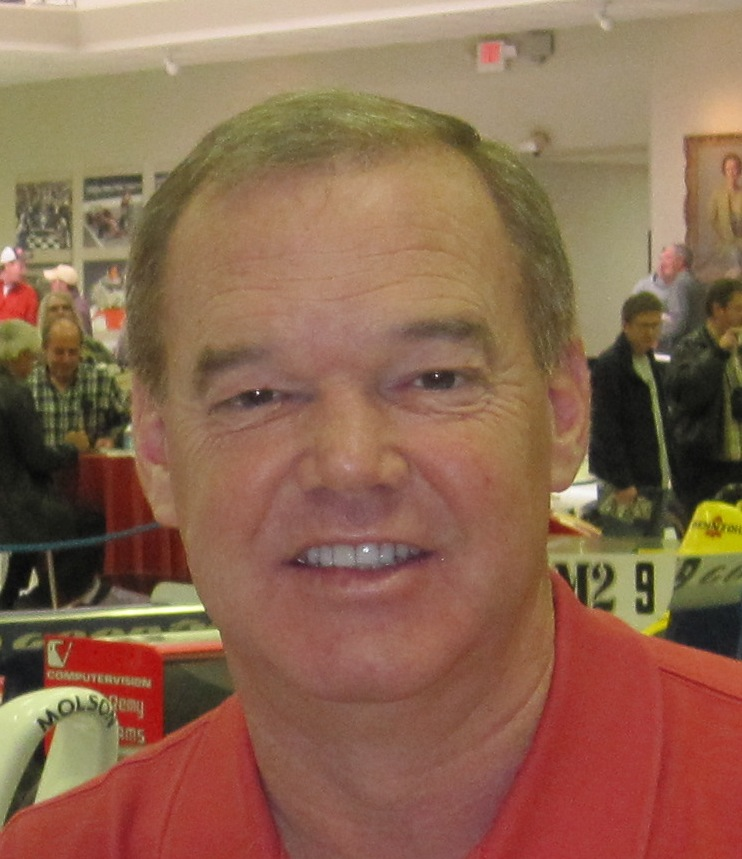
Al Unser Jr, le gagnant du championnat

La 12e édition de l'International Race of Champions, disputée en 1988, a été remportée par l'Américain Al Unser Jr. Tous les pilotes  conduisaient des Chevrolet Camaro.

## Courses de l'IROC XII
| Date            | Lieu         | Vainqueur    | Nationalité | Championnat d'origine |
| 12 février 1988 | Daytona      | Bill Elliott | États-Unis  | Winston Cup (NASCAR)  |
| 11 juin 1988    | Riverside    | Scott Pruett | États-Unis  | Trans-Am (SCCA)       |
| 6 août 1988     | Michigan     | Geoff Bodine | États-Unis  | Winston Cup (NASCAR)  |
| 13 août 1988    | Watkins Glen | Al Unser Jr. | États-Unis  | CART                  |

## Classement des pilotes
| Classement | Pilote           | Pays       | Championnat          | Points |
| ---------- | ---------------- | ---------- | -------------------- | ------ |
| 1er        | Al Unser Jr.     | États-Unis | CART                 | 66     |
| 2e         | Terry Labonte    | États-Unis | Winston Cup (NASCAR) | 55     |
| 3e         | Scott Pruett     | États-Unis | Trans-Am (SCCA)      | 51     |
| 4e         | Bill Elliott     | États-Unis | Winston Cup (NASCAR) | 46     |
| 5e         | Dale Earnhardt   | États-Unis | Winston Cup (NASCAR) | 45     |
| 6e         | Geoff Bodine     | États-Unis | Winston Cup (NASCAR) | 45     |
| 7e         | Al Holbert       | États-Unis | IMSA                 | 39     |
| 8e         | Al Unser         | États-Unis | CART                 | 38     |
| 9e         | Chip Robinson    | États-Unis | IMSA                 | 36     |
| 10e        | Chris Cord       | États-Unis | IMSA                 | 26     |
| 11e        | Bobby Rahal      | États-Unis | CART                 | 24     |
| 12e        | Roberto Guerrero | Colombie   | CART                 | 19     |